# Mitsubishi Colt CZC
Mitsubishi Colt CZC var en coupé-cabriolet med nedfældeligt ståltag baseret på den femdørs Mitsubishi Colt. Bilen kom på markedet i 2006 og blev bygget af det italienske firma Pininfarina i Bairo ved Torino, som også var med til at designe bilen. Det todelte klaptag var derimod leveret af det tyske firma Oasys, som tilhører tagspecialisten Webasto.

## Motorer
Colt CZC fandtes med motorer på 1,5 liter (80 kW/109 hk) og 1,5 liter med turbo (110 kW/150 hk). Ved introduktionen i 2006 var turbomotoren den stærkeste i segmentet for cabrioleter bygget på minibiler. På grund af manglende efterspørgsel blev denne motor dog allerede taget af programmet igen i fjerde kvartal 2008.
I slutningen af 2009 udgik Colt CZC helt af produktion.
1,5-litersmotoren med 109 hk er en nyudvikling i joint venture med DaimlerChrysler og bruges også i f.eks. Smart Forfour, som også deler platform med Colt.
Turbomotoren var derimod bygget på en eksisterende Mitsubishi-motor, som blev modificeret og monteret med turbolader.
| Model     | Cylindre | Ventiler | Slagvolume cm³ | Max. effekt kW (hk) / omdr. | Max. drejningsmoment Nm / omdr. | Byggeår     |
| --------- | -------- | -------- | -------------- | --------------------------- | ------------------------------- | ----------- |
| 1.5 MPI   | 4        | 16       | 1499           | 80 (109) / 6000             | 145 / 4000                      | 2006 − 2009 |
| 1.5 Turbo | 4        | 16       | 1468           | 110 (150) / 6000            | 210 / 3500                      | 2006 − 2008 |